# 喂马乡
喂马乡，是中华人民共和国山西省晋中市和顺县下辖的一个乡镇级行政单位。

## 行政区划
喂马乡下辖以下地区：
东喂马村、西仁村、北安驿村、西喂马村、上元村、河绪村、古窑村、古窑口村、弓家沟村、后窑堤村、康家沟村、寺沟村、后仪岭村、前仪岭村、南安驿村、西远佛村、东远佛村、大佛头村、曹家峪村、关家窑村、窑堤村、远佛口村、大南巷村和细窑村。